# 최우재
최우재(崔佑在, 1990년 3월 27일~)는 대한민국의 축구 선수이며 포지션은 수비수이다. 

## 구단 경력
2013년 중앙대학교를 졸업하고 2013 K리그 드래프트를 통해 강원 FC에 입단하였다. 데뷔 시즌 16경기에 출전하였다. 2014 시즌엔 리그 최종전에서 수원 FC를 상대로 본인의 데뷔골이자 팀의 승격 플레이오프 진출을 돕는 골을 기록하였다.